# Gauliga Westmark 1942/43
De Gauliga Westmark 1942/43 was het tweede voetbalkampioenschap van de Gauliga Westmark. 
FV Saarbrücken werd kampioen en plaatste zich voor de eindronde om de Duitse landstitel. De club versloeg FC Mülhausen, SV Victoria 1911 Köln, VfR Mannheim, First Vienna FC en plaatste zich zo voor de finale, die met 3-0 verloren werd van Dresdner SC. 

## Eindstand
| Plaats | Club                     | Wed. | W  | G | V  | Saldo | Ptn.  |
| ------ | ------------------------ | ---- | -- | - | -- | ----- | ----- |
| 1.     | FV 03 Saarbrücken        | 18   | 13 | 3 | 2  | 47:22 | 29:7  |
| 2.     | FV Metz                  | 18   | 12 | 4 | 2  | 50:16 | 28:8  |
| 3.     | Borussia VfB Neunkirchen | 18   | 9  | 3 | 6  | 58:33 | 21:15 |
| 4.     | TSG 1861 Ludwigshafen    | 18   | 9  | 3 | 6  | 40:30 | 21:15 |
| 5.     | 1. FC Kaiserslautern     | 18   | 10 | 1 | 7  | 42:38 | 21:15 |
| 6.     | TuRa 1882 Ludwigshafen   | 18   | 8  | 2 | 8  | 38:41 | 18:18 |
| 7.     | VfR Frankenthal          | 18   | 4  | 5 | 9  | 26:43 | 13:23 |
| 8.     | TSG Saargemünd           | 18   | 4  | 4 | 10 | 46:47 | 12:24 |
| 9.     | TSG 1899 Oppau           | 18   | 3  | 5 | 10 | 23:54 | 11:25 |
| 10.    | SC 07 Altenkessel        | 18   | 2  | 2 | 14 | 20:66 | 6:30  |

|  | Kampioen, geplaatst voor nationale eindronde |
|  | Degradatie naar Bezirksliga                  |

## Promotie-eindronde
| Plaats | Club                        |
| ------ | --------------------------- |
| 1.     | TSG Merlenbach              |
| 2.     | KSG VfL/MSV Pioniere Speyer |
| 3.     | VfL St. Ingbert             |
| 4.     | SC Halberg Brebach          |

|  | Promotie naar Gauliga Westmark 1943/44 |